# ساموئل هانمن
کریستین فردریک ساموئل هانمن (۱۰ آوریل ۱۷۵۵- ۲ ژوئیه ۱۸۴۳) پزشک و شیمیدان آلمانی و بنیانگذار روش درمانی هومیوپاتی می‌باشد.

## سالهای اولیه
کریستین فردریش ساموئل هانمن در شهر میسن از ایالت ساکسونی، در نزدیکی شهر درسدن متولد شد. پدر او، همراه با بسیاری از دیگر اعضای خانواده، یک نقاش و طراح ظروف چینی بود، که از دیرباز شهر میسن در این صنعت مشهور می‌باشد. وی از همان کودکی با شرایط تربیتی سخت گیرانهٔ پدرش آموخت که هیچ چیز را بیهوده نپذیرد بلکه با منطق و استدلال پدیده‌ها را بشناسد. هانمن استعداد فراوانی در تحصیل داشت. به عنوان یک مرد جوان، هانمن به زبانهای متعددی از جمله انگلیسی، فرانسوی، ایتالیایی، یونانی و لاتین تسلط پیدا کرد. او در برهه ای از زندگی اش به عنوان مترجم و معلم زبان امرار معاش می‌نمود، و توانست مهارت بیشتری در زبانهای «عربی، سریانی، عبری و کلدانی» نیز پیدا کند.

## حرفه پزشکی
در سال ۱۷۷۵ وارد دانشگاه پزشکی لایپزیگ شد اما به زودی از پزشکی آن دوره که شامل خونگیری، زالو انداختن و استفاده از مسهل، تنقیه واستفاده از مواد سمی با دوز بالا بود، دلسرد شد و به مطالعهٔ شیمی روی آورد.
او تصمیم گرفت مطالعات پزشکی‌اش را در دانشگاه ارلانگن در باواریا که آزاداندیش تر بود کامل کند. سال‌ها در شهرهای مختلف به کار پزشکی پرداخت اما به زودی از روش‌های پزشکی آن زمان دلسرد شد و بیشتر به ترجمه کتب شیمی و پزشکی پرداخت.

## کشف هومیوپاتی
در سال ۱۷۹۰ در سن ۳۵ سالگی او کتاب داروشناسی دکتر کولن یکی از اساتید دانشگاه ادینبورگ را ترجمه می‌کند. در آن کتاب می‌خواند که اثرات درمانی گیاه گنه گنه در درمان مالاریا به علت قابض بودن آن است. این استدلال برای او قابل قبول نبود؛ لذا شروع به بررسی موضوع می‌کند و روزی چند بار مقداری گنه گنه می‌خورد و در کمال تعجب می‌بیند که علایم بیماری مالاریا در وی ایجاد می‌شود.
وی با تکرار مشاهدات و آزمایشهای خود به این نتیجه رسید که هر ماده‌ای که بتواند علایم بیماری را در یک فرد سالم ایجاد کند می‌تواند همان علایم را در فرد بیمار، درمان کند و به این اصل مهم هومیوپاتی دست یافت که همواره مشابه، مشابه را درمان می‌کند.
از سال ۱۷۹۱ تا ۱۷۹۶، ۵ سال بر روی هومیوپاتی کار کرده در سال ۱۷۹۶ در مقاله‌ای اصول اولیه هومیوپاتی را ذکر می‌کند. در واقع این سال، سال تولد هومیوپاتی می‌باشد. در سال ۱۸۰۰ اپیدمی مخملک را با داروی Bell پیشگیری و درمان می‌کند.

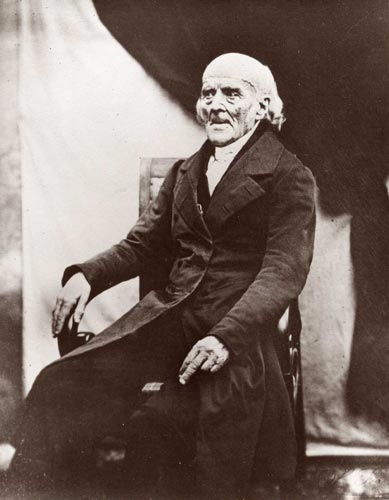
عکس به روش داگرئوتایپ از هانمن در سال ۱۸۴۱

## توسعه هومیوپاتی
سال ۱۸۰۵ تا ۱۸۱۱ پرووینگ داروهای هومیوپاتی را شروع می‌کند (پرووینگ یعنی آزمایش داروها بر روی افراد سالم وثبت علائم ایجاد شده) و بر اساس این آزمایش‌های کتاب قطعه ای را در سال ۱۸۰۷ با استفاده از اثر داروهای خام می‌نویسد.
در سال ۱۸۱۰ اولین چاپ کتاب ارگانون توسط وی نوشته می‌شود. چاپ دوم تا پنجم هر کدام به فاصله ۴ تا ۵ سال از چاپ اول منتشر می‌شود. چاپ ششم را در سال ۱۸۴۲ یعنی یک سال قبل از مرگ می‌نویسد ولی فرصت انتشار آن را نمی‌یابد. نهایتاً سال ۱۹۲۰ دکتر هی Heigh و دکتر بوریکه نسخه اصلی را از وسایل خانوادگی ملانی همسر هانمن یافته و آن را چاپ می‌کنند. نکته ای که باید به آن توجه شود این است که خیلی از بزرگان هومیوپاتی از جمله کنت در طول حیاتشان به این کتاب دسترسی نداشته‌اند.
با وجود مخالفت‌های فراوان و جوسازی بسیار علیه او، هانمن شاگردان زیادی پیدا می‌کند که در ثبت علائم دارو (پروینگ) به او کمک می‌کنند. وی با کمک شاگردانش، پرووینگ داروهای crude را ادامه می‌دهد و کتاب مواد پزشکی خالص را در ۶ جلد بین سال‌های ۱۸۱۱ و ۱۸۲۱ می‌نویسد.
در سال ۱۸۲۳ تئوری بیماری‌های مزمن را با دوتن از شاگردانش در میان می‌گذارد تا اینکه در سال ۱۸۲۸ این تئوری را پس از آزمایش، در چاپ اول کتاب بیماری‌های مزمن ارائه می‌دهد.
چاپ‌های بعدی این کتاب بین سال‌های ۱۸۳۹–۱۸۳۸ یعنی در اواخر عمر هانمن نوشته شده‌است.
هانمن در مرحلهٔ شکل‌گیری تئوری بیماری‌های مزمن از داروهای تقویت شده‌استفاده می‌کرد.

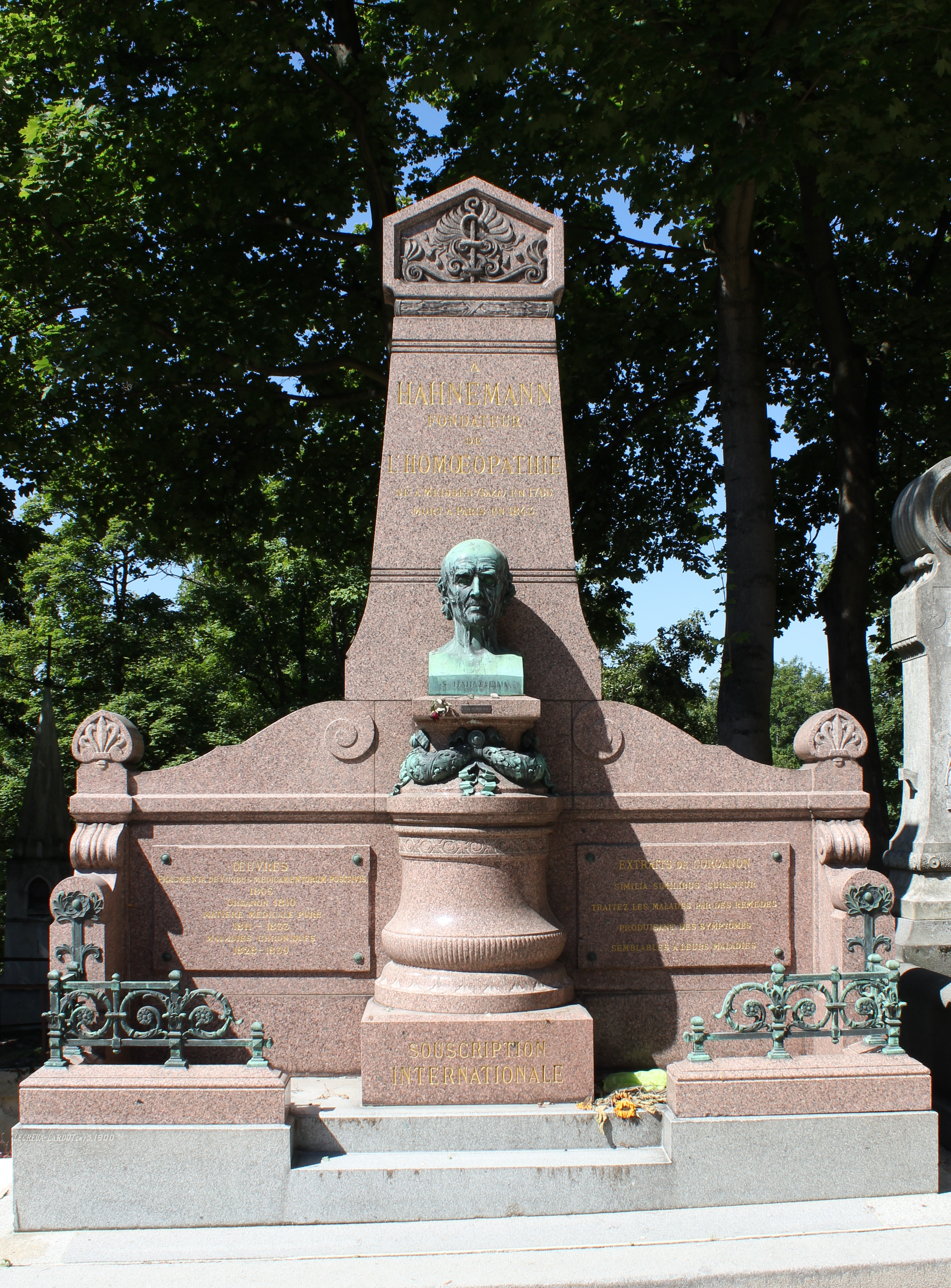
آرامگاه و مجسمه یادبود هانمن در گورستان پر لاشز

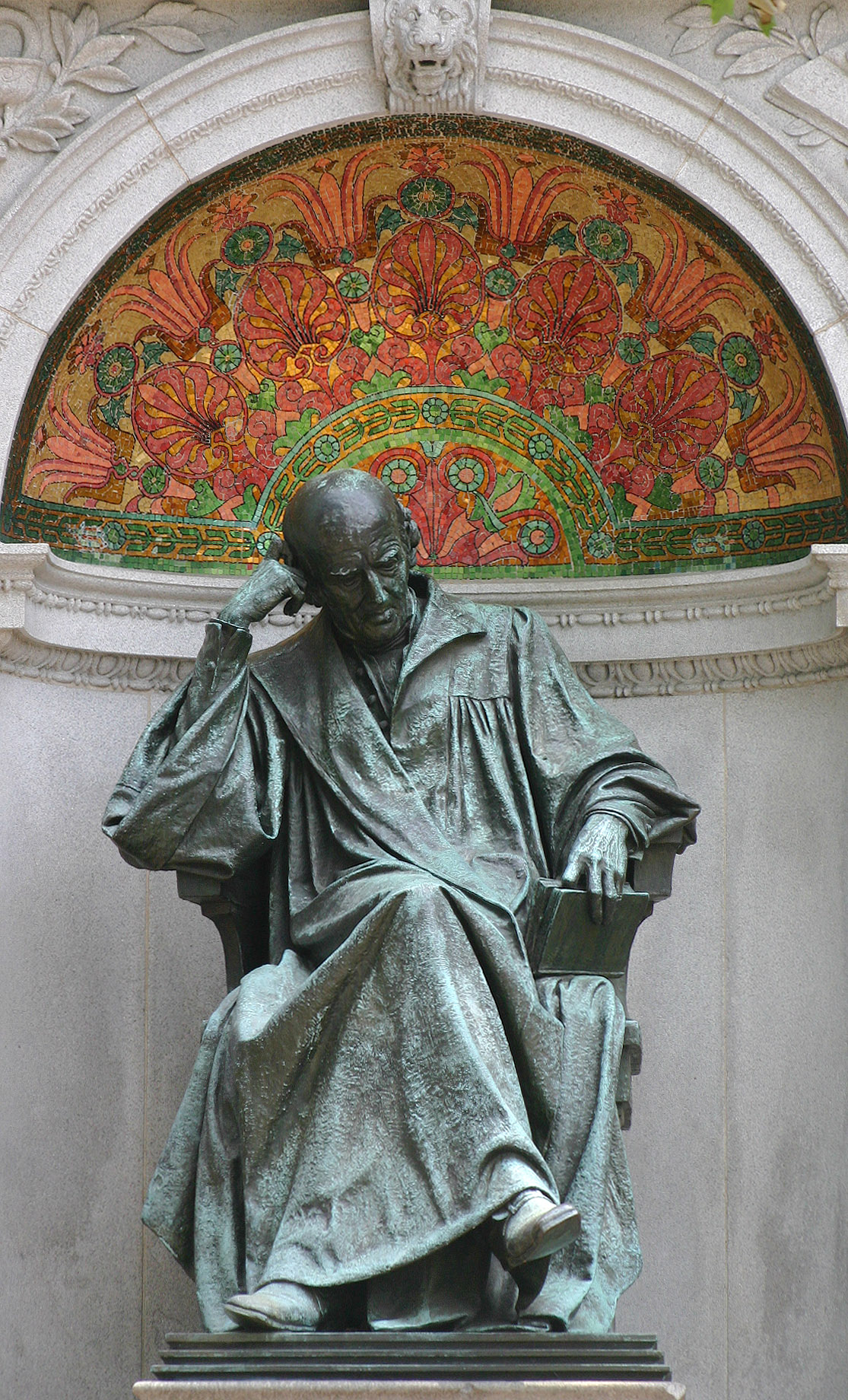
Samuel Hahnemann Monument at Scott Circle, Washington, D.C.

## سالهای پایانی
در سال ۱۸۳۱ اپیدمی وبا شیوع می‌یابد. هانمن از داروی کافور به عنوان پیشگیری و درمان مرحله اول و از داروهای، Rhus_t، Bry, cup ,verat به‌طور متناوب در مراحل بعدی استفاده می‌کند. تفاوت نتایج درمانی او و روش آلوپاتی بسیار چشمگیر بود. به علاوه او جهت پیشگیری از گسترش وبا روش‌های دیگر را هم ذکر می‌کند. به‌طور مثال وسایل تمام مسافرانی که وارد شهر می‌شدند به مدت چند روز قرنطینه می‌کند. مسافران باید حمام کنند و لباس‌هایشان به مدت ۲ ساعت در دمای ۸۰ درجه سانتیگراد جوشانیده شود که این روش مطابق استریلیزاسیون است و سال‌ها قبل از پاستور، توسط هانمن بازگو شده‌است و او در مورد میکروارگانیسم وبا می‌گوید: میازم وبا بیماری بسیار عفونی و گسترش یابنده‌ای است که در جاهای کثیف مثل کشتی‌ها که مواد غذایی کپک زده وجود دارد گسترش می‌یابد و عامل بیماریزا به علت بسیار ریز بودن آن غیرقابل رویت است.
با توجه به این شواهد در می‌یابیم که نسبت به دکتر هانمن به عنوان یک پزشک تأثیرگذار بی‌انصافی شده‌است چرا که اولاً روش‌های بهداشتی و استریلیزاسیون را سال‌ها قبل از پاستور، جنر و کخ ذکر می‌کند. ثانیاً در تاریخ پزشکی راجع به همه افرادی که به نحوی مؤثر بوده‌اند حتی لیستر که دستکش جراحی را ابداع کرده، یادی به عمل می‌آید ولی راجع به دکتر هانمن به عنوان مبدع یک روش درمانی هیچ یادی نشده‌است.
هانمن در اواخر عمر خود همراه همسرش ملانی به پاریس رفت و تا آخرین روز به بشریت خدمت کرد. در نهایت در دوم ژانویهٔ ۱۸۴۳ فوت کرد و ۵ سال بعد جنازهٔ وی به قبرستان مشاهیر پاریس "پر لاشز" منتقل گردید.